# Ne approfitto per fare un po' di musica
Ne approfitto per fare un po' di musica  è il quinto album (primo album dal vivo) del cantautore italiano Sergio Caputo, pubblicato nel 1987dall'etichetta discografica  CGD.

## Descrizione
Il titolo è preso dalla canzone Spicchio di Luna del 1983. Ripropone fedelmente l'atmosfera dei suoi concerti, realizzati nel suo momento di maggiore popolarità. È uscito in occasione della sua prima partecipazione al Festival di Sanremo, dove ha presentato Il Garibaldi innamorato, qui nella versione studio.
Di questo ritratto dell'eroe dei due mondi, Caputo ha dichiarato che gli aveva allettato l'idea di dipingere questo personaggio in una veste meno ieratica, immaginando alcuni suoi dialoghi con Anita, alcuni anche anacronistici. I riferimenti storici qui presenti si riconducono al periodo sudamericano di Garibaldi, il che giustifica il ritornello dove si nomina più volte "fuoco a volontà" e dove compaiono parole in spagnolo che rimandano anche al registro musicale del brano stesso, una beguine.
Nel 2024 è stato ripubblicato su vinile in edizione normale e anche in edizione limitata con tiratura di 300 copie (come indicato sulla copertina).

## Tracce
CD (CGD, CDS 6041)
Testi e musiche di Sergio Caputo.
1. Il Garibaldi innamorato – 3:12 – (Inedito)
2. L'astronave che arriva – 4:25
3. Trio vocale militare – 3:35
4. T'ho incontrata domani – 3:42
5. Spicchio di Luna – 5:33
6. Vado alle Hawaii – 2:35
7. Hemingway caffè latino – 4:12
8. Un sabato italiano – 3:58
9. Mercy bocù – 4:13
10. La jena si è svegliata – 3:51
11. Bimba se sapessi – 3:56
12. Italiani Mambo – 6:33

Durata totale: 49:45
Bimba se sapessi è stata inserita solo nella versione CD.

## Musicisti
- Stefano Sabatini - pianoforte e tastiere
- Julius Farmer - basso
- Claudio Mastracci - batteria
- Michele Ascolese - chitarra
- Claudio "Wally" Allifranchini - sax alto e soprano, flauto
- Giancarlo Porro - sax tenore e baritono, flauto
- Fernando Brusco - tromba
- Moreno Fassi - trombone e percussioni
- Giorgio Vanni - voce ne "Il Garibaldi innamorato"